# Copa sud-africana de futbol
La Copa sud-africana de futbol o Copa de la Premier Soccer League (actualment anomenada Nedbank Cup) és la principal competició futbolística per eliminatòries de Sud-àfrica. És organitzada per la Premier Soccer League.

## Història
Cadascun dels diferents organismes futbolístics sud-africans van tenir la seva pròpia competició de Copa. Aquestes competicions foren:
| Anys      | Competició                  | Organitzadors    |
| --------- | --------------------------- | ---------------- |
| 1959–1977 | Copa de la NFL (Castle Cup) | NFL              |
| 1961–1990 | Copa de la SASF / FPL       | SASF / FPL       |
| 1971–avui | Copa sud-africana de futbol | NPSL / NSL / PSL |

La Copa de la PSL va néixer l'any 1971 amb el nom Life Challenge Cup, adoptant posteriorment el nom Benson and Hedges Trophy (1976-77), Mainstay Cup (1978-87), Bob Save Super Bowl (1988-01), ABSA Cup (2003-07) i Nedbank Cup (des de 2008).

## Premis
| Posició         | Premi (R) (a 2020) |
| --------------- | ------------------ |
| Campió          | 7,000,000          |
| Final           | 2,500,000          |
| Semifinals      | 1,000,000          |
| Quarts de final | 400,000            |
| 8ens de final   | 200,000            |
| 16ens de final  | 100,000            |

## Historial
Font:
| Any                      | Campió              | Resultat            | Finalista             | Seu                        |               |
| Life Challenge Cup       | Life Challenge Cup  | Life Challenge Cup  | Life Challenge Cup    | Life Challenge Cup         |               |
| ------------------------ | ------------------- | ------------------- | --------------------- | -------------------------- | ------------- |
| 1971                     | Kaizer Chiefs       | 2-2                 | Orlando Pirates       |                            |               |
| 1972                     | Kaizer Chiefs       | 4-1                 | Zulu Royals           |                            |               |
| 1973                     | Orlando Pirates     | 5-2                 | Zulu Royals           |                            |               |
| 1974                     | Orlando Pirates     | 1-0                 | AmaZulu               |                            |               |
| 1975                     | Orlando Pirates     | 2-1                 | Kaizer Chiefs         |                            |               |
| Benson and Hedges Trophy |                     |                     |                       |                            |               |
| 1976                     | Kaizer Chiefs       | 1-0                 | Orlando Pirates       |                            |               |
| 1977                     | Kaizer Chiefs       | 1-0                 | Orlando Pirates       |                            |               |
| Mainstay Cup             |                     |                     |                       |                            |               |
| 1978                     | Wits University     | 3-2                 | Kaizer Chiefs         |                            |               |
| 1979                     | Kaizer Chiefs       | 3-3                 | Highlands Park FC     |                            |               |
| 1980                     | Orlando Pirates     | 3-2                 | Moroka Swallows       |                            |               |
| 1981                     | Kaizer Chiefs       | 1-1                 | Orlando Pirates       |                            |               |
| 1982                     | Kaizer Chiefs       | 2-1                 | African Wanderers     |                            |               |
| 1983                     | Moroka Swallows     | 1-0                 | Witbank Black Aces    |                            |               |
| 1984                     | Kaizer Chiefs       | 1-0                 | Orlando Pirates       |                            |               |
| 1985                     | Bloemfontein Celtic | 2-1                 | African Wanderers     |                            |               |
| 1986                     | Mamelodi Sundowns   | 1-0                 | Jomo Cosmos           |                            |               |
| 1987                     | Kaizer Chiefs       | 1-0                 | AmaZulu               |                            |               |
| Bob Save Super Bowl      |                     |                     |                       |                            |               |
| 1988                     | Orlando Pirates     | 2-1                 | Kaizer Chiefs         |                            |               |
| 1989                     | Moroka Swallows     | 1-1                 | Mamelodi Sundowns     |                            |               |
| 1990                     | Jomo Cosmos         | 1-0                 | AmaZulu               |                            |               |
| 1991                     | Moroka Swallows     | 2-1                 | Jomo Cosmos           |                            |               |
| 1992                     | Kaizer Chiefs       | 2-1                 | Jomo Cosmos           |                            |               |
| 1993                     | Witbank Black Aces  | 1-0                 | Kaizer Chiefs         |                            |               |
| 1994                     | Vaal Professionals  | 1-0                 | Qwa Qwa Stars         |                            |               |
| 1995                     | Cape Town Spurs     | 3-0                 | Pretoria City         |                            |               |
| 1996                     | Orlando Pirates     | 1-0                 | Jomo Cosmos           |                            |               |
| 1997                     | No es disputà       | No es disputà       | No es disputà         | No es disputà              | No es disputà |
| 1998                     | Mamelodi Sundowns   | 1-1                 | Orlando Pirates       |                            |               |
| 1999                     | Supersport United   | 2-1                 | Kaizer Chiefs         |                            |               |
| 2000                     | Kaizer Chiefs       | 1-0                 | Mamelodi Sundowns     |                            |               |
| 2001                     | Santos              | 1-0                 | Mamelodi Sundowns     |                            |               |
| 2002                     | No es disputà       | No es disputà       | No es disputà         | No es disputà              | No es disputà |
| ABSA Cup                 |                     |                     |                       |                            |               |
| 2003                     | Santos              | 2-0                 | Ajax Cape Town        |                            |               |
| 2004                     | Moroka Swallows     | 3-1                 | Manning Rangers       |                            |               |
| 2005                     | Supersport United   | 1-0                 | Wits University       |                            |               |
| 2006                     | Kaizer Chiefs       | 0-0                 | Orlando Pirates       | Kings Park Stadium         |               |
| 2007                     | Ajax Cape Town      | 2-0                 | Mamelodi Sundowns     |                            |               |
| Nedbank Cup              |                     |                     |                       |                            |               |
| 2008                     | Mamelodi Sundowns   | 1-0                 | Mpumalanga Black Aces | Johannesburg Stadium       |               |
| 2008-09                  | Moroka Swallows     | 1-0                 | Pretoria University   | Rand Stadium               |               |
| 2009-10                  | Bidvest Wits        | 3-0                 | AmaZulu               | Soccer City                |               |
| 2010-11                  | Orlando Pirates     | 3-1                 | Black Leopards        | Mbombela Stadium           |               |
| 2011-12                  | Supersport United   | 2-0                 | Mamelodi Sundowns     | Orlando Stadium            |               |
| 2012-13                  | Kaizer Chiefs       | 1-0                 | Supersport United     | Moses Mabhida Stadium      |               |
| 2013-14                  | Orlando Pirates     | 3-1                 | Bidvest Wits          | Moses Mabhida Stadium      |               |
| 2014-15                  | Mamelodi Sundowns   | 0-0 (pr.; 4-3 pen.) | Ajax Cape Town        | Nelson Mandela Bay Stadium |               |
| 2015-16                  | Supersport United   | 3-2                 | Orlando Pirates       | Peter Mokaba Stadium       |               |
| 2016-17                  | Supersport United   | 4-1                 | Orlando Pirates       | Moses Mabhida Stadium      |               |
| 2017-18                  | Free State Stars    | 1-0                 | Maritzburg United     | Cape Town Stadium          |               |
| 2018-19                  | TS Galaxy           | 1-0                 | Kaizer Chiefs         | Moses Mabhida Stadium      |               |
| 2019-20                  | Mamelodi Sundowns   | 1-0                 | Bloemfontein Celtic   | Orlando Stadium            |               |
| 2020-21                  | Tshakhuma           | 1-0                 | Chippa United         | Free State Stadium         |               |